# Нежный поцелуй
«Нежный поцелуй» (скотс Ae Fond Kiss…; альтернативные варианты перевода: «Прощальный поцелуй», «Последний поцелуй») — художественный фильм, снятый режиссёром Кеном Лоучем по сценарию Пола Лаверти в 2004 году.

## Сюжет
В судьбе Касима, юноши из пакистанской семьи уже многие годы живущей в Глазго, наступил решительный поворот. Накануне собственной свадьбы он влюбился в Розин Хенлон, учительницу музыки из католической школы своей младшей сестры.
Будучи любящим сыном, он не может идти против воли своих родителей, живущих обычаями предков. Руководство школы и знакомые Розин также недвусмысленно дают понять, что как минимум не одобряют связь европейской женщины с представителем другой культуры.
Молодые люди должны решить, является ли их любовь настолько сильной, что, несмотря на непонимание своих близких и растущее давление обеих общин они вправе думать о себе или посчитать случившееся ошибкой и вернуться к привычной, не допускающей отклонений жизни.

## В ролях
| Актёр             | Роль    |
| ----------------- | ------- |
| Атта Якуб         | Касим   |
| Ева Бертистл      | Розин   |
| Ахмад Риаз        | Тарик   |
| Шамшад Ахтар      | Садия   |
| Шабана Ахтар Бахш | Тахара  |
| Гизела Аван       | Рухшана |
| Дэвид Маккей      | Рудди   |
| Гэри Льюис        | Денни   |

## Награды и номинации
- 2004 — Премия Шотландская BAFTA
  - Номинация Лучшая актриса шотландского фильма (Ева Бертистл)
- 2004 — Берлинский кинофестиваль
  - Приз экуменического жюри (Кен Лоуч)
  - Приз независимого жюри (Кен Лоуч)
  - Номинация на «Золотого медведя» (Кен Лоуч)
- 2004 — Премия британского независимого кино
  - Номинация на лучшую женскую роль (Ева Бертистл)
  - Номинация на лучший сценарий (Пол Лаверти)
  - Номинация на лучший дебют (Атта Якуб)
- 2004 — Международный кинофестиваль в Эмдене
  - Номинация на главную награду (Кен Лоуч)
- 2004 — European Film Awards
  - Номинация на Лучший сценарий (Пол Лаверти)
- 2004 — Irish Film and Television Awards
  - Лучшая актриса (Ева Бертистл)
- 2004 — Мотовунский кинофестиваль
  - «Пропеллер Мотовуна» (Кен Лоуч)
- 2004 — Международный кинофестиваль в Вальядолиде
  - Приз зрительских симпатий (Кен Лоуч)
  - Номинация на «Золотой колос» (Кен Лоуч)
- 2005 — Премия «Сезар»
  - Номинация на лучший европейский фильм (Кен Лоуч)
- 2005 — Премия Лондонского кружка кинокритиков
  - Лучшая актриса (Ева Бертистл)
  - Номинация на лучший фильм
  - Номинация на лучший дебют (Ева Бертистл)
  - Номинация на лучший сценарий (Пол Лаверти)